# Dióssi Gábor
Dióssi Gábor (Miskolc, 1954. április 19. –) magyar színművész.

## Életpályája
Az ELTE bölcsészkarán szerzett diplomát. 1986-1991 között a Gaál Erzsi által vezetett gödöllői Színjátszó Stúdió tagja volt. 1991-1999 között játszott a Szkéné és MU Színház előadásaiban, valamint szerepelt a Stúdió K-ban és a tatabányai Jászai Mari Színházban is. 1997-2002 között a Hattyú Gárda művészeti vezetője volt. 2002-től a Honvéd Kamaraszínház színésze volt. Később több színházban is szerepelt.

## Fontosabb színházi szerepei
- Romankovics Edit – Kun Attila – Bíró Bence: CINEGEKIRÁLYFI (Szereplő) – 2017/2018
- Thomas Middleton – William Rowley: MASKARÁK (Alibius, féltékeny doktor) – 2016/2017
- Gryllus Samu: KÉT NŐ (Prózai szerep) – 2016/2017
- Sediánszky Nóra: FRIDA KAHLO BALLADÁJA (Szereplő) – 2015/2016
- Sarkadi Imre: OSZLOPOS SIMEON (Antal) – 2015/2016
- Georg Büchner: WOYZECK (Szereplő) – 2015/2016
- Szabó Borbála: SZÜLŐI ÉRTEKEZLET (Szereplő) – 2014/2015
- Harold Pinter: HAZATÉRÉS (Sam, a testvére ) – 2014/2015
- Pille Tamás: MÓKA MIKI ÉS BARÁTAI (Hiszékeny srác) – 2013/2014
- MOMENT HOUSE – A PILLANAT HÁZ (Szereplő) – 2010/2011
- Rejtő Jenő: A LÁTHATATLAN LÉGIÓ (Hugedin, a rendőrprefektus, Hugedin, a rendőrprefektus) – 2008/2009
- Horváth Péter: BEVETÉS (ILYEN A BOKSZ) – LOCAL GLOBAL TIME (Mester, Apa 3, Rehák, Guru) – 2007/2008
- Valentyin Katajev: A KÖR NÉGYSZÖGESÍTÉSE (Jemelján) – 2007/2008
- Kálmánchelyi Zoltán – Végh Zsolt – Stefanovics Angéla: LIBIOMFI (Anikó bácsi, Libi élettársa) – 2006/2007
- Molnár Péter: KERESŐK (Szereplő) – 2006/2007
- Hugo von Hofmannsthal: AKÁRKI (Akárki tettei, Szegény szomszéd, Isten) – 2006/2007
- William Shakespeare: VÍZKERESZT, VAGY BÁNOM IS ÉN VAGY AMIT AKARTOK VAGY ... (Valentin, úr a herceg kíséretében) – 2005/2006
- Najmányi László: ANSELMUS SZINDRÓMA (Dió) – 2005/2006
- Molière: A RAGASZKODÓK (Eb) – 2004/2005
- Csokonai Vitéz Mihály: TEMPEFŐI (Gróf Fegyverneki) – 2004/2005
- Arnold Wesker: A KONYHA (Koldus) – 2004/2005
- Regős János: ÖRDÖG IDEJE (Sztyepán Trofimovics Verhovenszkij) – 2003/2004
- BOZGOROK (Szereplők) – 2003/2004
- Georg Büchner: PULCINELLA KÖZLEGÉNY (Noé mester, mutatványos) – 2002/2003
- Carlo Goldoni: VIRGONC HÖLGYEK, AVAGY A RÓZSASZÍN KOKÁRDA (Luca, öreg és süket) – 2002/2003
- Janusz Glowacki: ANTIGONÉ NEW YORKBAN (John (a holtteste)) – 2002/2003

## Filmes és televíziós szerepei
- BigBakShow (2025) ...Levéd
- Marsra magyar! (2023) ...Stroszmayer Hümér
- Diszfória (2022)
- Boszorkányház (2022) ...Nina apja
- Keresztanyu (2022) ...Bíró
- A legjobb dolgokon bőgni kell (2021) ...idős művész
- Drága örökösök (2020) ...Kertvárosi apuka
- Egynyári kaland (2019) ...Egon
- Hetedik alabárdos (2017) ...TTT
- A mi kis falunk (2017–) ...Pali bácsi
- Tóth János (2018) ...Ajtony
- Oltári csajok (2018) …Ékszerész
- Inferno (2016) ...Koldus
- Hacktion: Újratöltve (2014) ...Bokros Ádám
- Munkaügyek (2012) ...Újságíró
- Szuperbojz (2009) ...Muriel
- Libiomfi (2003)
- Kisváros (2001) ...Szatír
- Nincsen nekem vágyam semmi (2000) ...transzvesztita
- Uristen@menny.hu (1999) ...Mózes